# Hans Wiebenga
Hans Wiebenga (Rotterdam, 19 maart 1917 - Arnhem, 27 maart 2005) was een Nederlands politicus.
Wiebenga was een leraar uit Bloemendaal die in 1967 in de Tweede Kamer kwam en in 1969 Henk Lankhorst opvolgde als politiek leider van de PSP. Hij was al voor de oorlog actief in de vredesbeweging en tijdens de beginjaren van de PSP een exponent van de 'ban-de-bom'-generatie in die partij. Hij werd eind 1972 als lijsttrekker vervangen door de jeugdiger Bram van der Lek en verliet toen de politiek. Hij bleef zich nadien inzetten voor de vredesbeweging, onder andere in het Komitee Kruisraketten Nee.
Op latere leeftijd werd hij lid van PSP'92, een partij die bedoeld was als voortzetting van de PSP nadat deze was opgegaan in GroenLinks. In 1994 was hij voor PSP'92 kandidaat bij de Tweede Kamerverkiezingen.